# Sojino mleko
Sojino mleko je biljno piće proizvedeno namakanjem i mlevenjem soje, kuvanjem smese i filtriranjem preostalih čestica. To je stabilna emulzija ulja, vode i proteina. Njegov originalni oblik je prirodni nusproizvod proizvodnje tofua. Postao je uobičajen napitak u Evropi i Severnoj Americi u kasnijoj polovini 20. veka, posebno zato što su se proizvodne tehnike razvijale kako bi joj dali ukus i konzistentnost, što više podseća na mlečno mleko. Zajedno sa sličnim "mlekom" na bazi povrća, kao što je bademovo i pirinčano mleko, sojino mleko se može koristiti kao zamena za mleko od strane osoba koji su intolerantne na laktozu ili vegani.
Sojino mleko se takođe koristi u proizvodnji imitacija mlečnih proizvoda kao što su sojin jogurt, sojina pavlaka, sojin kefir i analozi sireva na bazi soje. Takođe se koristi kao sastojak za pravljenje mlečnih šejkova, palačinki, smudija, hleba, majoneza i peciva.

## Istorija
Soja je nastala u severoistočnoj Kini i čini se da je pripitomljena oko 11. veka p. n. e., ali njena upotreba u supama i pićima je krenula tek kasnije. Sojina kaša je prvi put zabeležena u 3. veku p. n. e.,sojino vino u 4. veku, i bujon tofu (doufujiang) . 1365 usred kolapsa Mongolskog juana,kao doujiang, ovo piće ostaje uobičajena vodena forma sojinog mleka u Kini, obično pripremljena od sveže soje. Njegova popularnost se povećala tokom dinastije King očigledno zbog otkrića da lagano zagrevanje doujiang-a najmanje 90 minuta hidrolizuje svoju rafinozu i stahiozu, oligosaharide koji mogu izazvati nadutost i probavni bol među odraslim osobama koje ne podnose laktozu. Do 18. veka, bilo je dovoljno popularno da su ga ulični prodavači lovili, u 19., takođe je bilo uobičajeno da se kupi u tofu prodavnicama da bi dobili vruće, sveži doujiang za doručak.

## Energetska vrednost
| Nutritivni sadržaj kravljeg, sojinog i ovog mleka | Nutritivni sadržaj kravljeg, sojinog i ovog mleka | Nutritivni sadržaj kravljeg, sojinog i ovog mleka           | Nutritivni sadržaj kravljeg, sojinog i ovog mleka |
|                                                   | Kravlje mleko (celo, vitamin D dodat)             | Sojino mleko (nezaslađeno; kalcijum, vitamini A i D dodati) | Bademova mleko (nezaslađeno)                      |
| ------------------------------------------------- | ------------------------------------------------- | ----------------------------------------------------------- | ------------------------------------------------- |
| Kalorija (šolja, 243 )                            | 149                                               | 80                                                          | 39                                                |
| Protein (g)                                        | 7,69                                              | 6,95                                                        | 1,55                                              |
| Mast (g)                                           | 7,93                                              | 3,91                                                        | 2,88                                              |
| Zasićena mast (g)                                  | 4,55                                              | 0,5                                                         | 0                                                 |
| Ugljeni hidrati (g)                                | 11,71                                             | 4,23                                                        | 1,52                                              |
| Vlakna (g)                                         | 0                                                 | 1.2                                                         | 0                                                 |
| Šećeri (g)                                         | 12,32                                             | 1                                                           | 0                                                 |
| Kalcijum (mg)                                       | 276                                               | 301                                                         | 516                                               |
| Kalijum (mg)                                        | 322                                               | 292                                                         | 176                                               |
| Natrijum (mg)                                       | 105                                               | 90                                                          | 186                                               |
| Vitamin B12 (µg)                                    | 1,10                                              | 2,70                                                        | 0                                                 |
| Vitamin A (IU)                                      | 395                                               | 503                                                         | 372                                               |
| Vitamin D (IU)                                      | 124                                               | 119                                                         | 110                                               |
| Holesterol (mg)                                     | 24                                                | 0                                                           | 0                                                 |

Šolja (243 ml) nezaslađenog sojinog mleka sadrži 80 kalorija iz 4 g ugljenih hidrata (uključujući 1 g šećera), 4 g masti i 7 g proteina. Ovo prerađeno sojino mleko sadrži značajne količine vitamina A, vitamina B i vitamina D u rasponu od 10 do 45%.

## Ukus
Kvalitet ukusa sojinog mleka razlikuje se u zavisnosti od sorte soje koja se koristi u njenoj proizvodnji. Čak i u Kini, poželjne senzorne osobine su osećaj u ustima, boja (bela) i izgled (kremast) sličan mleku. Ove osobine - zajedno sa prijatnom aromom - su u pozitivnoj korelaciji sa sadržajem proteina, rastvorljivih čvrstih materija i ulja iz sojinog mleka. U Sjedinjenim Američkim Državama, testiranje sugeriše da potrošači preferiraju viskozno sojino mleko sa slatkim aromatičnim ukusima kao što je vanila.

## Ekološki uticaj
Korišćenje soje za proizvodnju sojinog mleka umesto podizanja krava može biti ekološki povoljno. Krave zahtevaju mnogo više energije za proizvodnju mleka, jer farmer mora da hrani životinju koja može konzumirati do 24 kg (53 lb) hrane u na bazi suve materije i 90 do 180 l vode na dan, proizvodeći u proseku 40 kg (88 lb) mleka na dan. Mahunarke, uključujući i sojine biljke, takođe obnavljaju azotni sadržaj zemljišta na kome se uzgajaju.
Kultivacija soje u Južnoj Americi je uzrok deforestacije (posebno amazonskih kišnih šuma) i niza drugih velikih ekoloških šteta. Međutim, veći deo prinosa soje u svetu, a posebno u Južnoj Americi, gde je stočarstvo široko rasprostranjeno, namenjeno je za stočnu hranu umesto za proizvodnju sojinog mleka.

## Preparation
Sojino mleko se pravi od celog zrna soje ili punomasnog sojinog brašna. Suvo zrno se namače u vodi najmanje tri sata do preko noći u zavisnosti od temperature vode. Rehidrirano zrno se zatim podvrgava mokrom mlevenju sa dovoljno dodane vode da se dobije željeni sadržaj čvrstih materija u konačnom proizvodu koji ima sadržaj proteina od 1–4%, u zavisnosti od načina proizvodnje. Odnos vode i zrna na osnovu težine je 10:1 za tradicionalno sojino mleko. Dobijena kaša ili pire se dovode do ključanja da bi se poboljšala svojstva ukusa (pogledajte „miris soje“ u nastavku), toplotnom inaktivacijom sojinog inhibitora tripsina, i da bi se proizvod sterilisao. Zagrevanje na ili blizu tačke ključanja se nastavlja tokom određenog vremenskog perioda, 15–20 minuta, nakon čega sledi uklanjanje nerastvorljivih ostataka (vlakana sojine pulpe) proceđivanjem/filtracijom.
Prerada zahteva upotrebu sredstva protiv pene ili prirodnog sredstva protiv pene tokom koraka ključanja. Dovođenje filtriranog sojinog mleka do ključanja izbegava problem stvaranja pene. Ono je obično neprozirno, bele ili prljavo bele boje, i približno iste konzistencije kao kravlje mleko. Atributi kvaliteta tokom pripreme uključuju vreme klijanja korišćenog semena, kiselost, ukupne proteine i ugljene hidrate, sadržaj fitinske kiseline i viskozitet. Sirovo sojino mleko može biti zaslađeno, aromatizovano i obogaćeno mikronutrijentima. Kada su potpuno obrađeni, proizvodi od sojinog mleka se obično prodaju u plastičnim bocama ili plastičnim kutijama, kao što su tetrapaci.

### Sojin miris
Tradicionalno azijsko sojino mleko ima „bobasti“ miris, delimično heksanala, što većina zapadnjaka smatra neprijatnim. Ovo je uzrokovano lipooksigenazom (LOX) u soji koja oksidira mast u zrnima. Rehidracija zrna omogućava da se reakcija nastavi sa kiseonikom rastvorenim u vodi za namakanje. Da bi se uklonio miris, može se ili onemogućiti LOX enzim toplotom ili ukloniti kiseonik rastvoren u vodi. Prvo se može postići natapanjem zrna u vruću vodu („vruće mlevenje“), potpunim preskakanjem namakanja, ili prvo blanširanjem soje u vodi ili pari. Ovo potonje se može postići raznim hemijskim sredstvima, kao što je dodavanje glukoze i glukoza oksidaze da bi se kiseonik potrošio. Varietet soje takođe utiče na miris The soybean cultivar also influences the odor i proizvedena je mutantna sorta kojoj u potpunosti nedostaje LOX.
Problem i preferencija mirisa soje takođe utiče na proizvode napravljene od sojinog mleka, posebno na tofu. Videti Tofu § Ukus.

## Trgovina
Sa povećanjem proizvodnje soje širom sveta tokom ranog 21. veka, i porastom interesovanja potrošača za biljno mleko zbog potražnje u Aziji, Evropi i Sjedinjenim Državama, sojino mleko je postalo drugo po potrošnji biljno mleko (posle bademovog) do 2019. godine. Prodaja sojinog mleka je opala u Sjedinjenim Državama tokom 2018–19, uglavnom zbog rastuće popularnosti bademovog mleka i gubitka tržišnog udela zbog uspešnog uvođenja ovsenog mleka.
Prema istraživanju tržišta iz 2019. godine, svetsko tržište sojinog mleka je raslo po godišnjoj stopi od 6% i predviđalo se da će do 2025. dostići 11 milijardi dolara ukupne prodaje. Rast potrošnje je uglavnom bio rezultat proširenja ukusa zaslađenog sojinog mleka i upotrebe u desertima, dok se nezaslađeno sojino mleko koristilo posebno u azijsko-pacifičkim zemljama kao sastojak užina i raznih pripremljenih namirnica.

## Literatura
- Lawrence, S.E.;  . (2016), „Preference Mapping of Soymilk with Different U.S. Consumers”, Journal of Food Science, 81 (2): S463—76, PMID 26677062, doi:10.1111/1750-3841.13182.
- Shurtleff, William;  . (2014), History of Soybeans and Soyfoods in China and Taiwan and in Chinese Cookbooks, Restaurants, and Chinese Work with Soyfoods outside China, 1024 BCE to 2014 (PDF), Lafayette: Soyinfo Center.
- Atkinson, F. S.; Foster-Powell, K.; Brand-Miller, J. C. (2008). „International Tables of Glycemic Index and Glycemic Load Values: 2008”. Diabetes Care. 31 (12): 2281—2283. PMC 2584181 . PMID 18835944. doi:10.2337/dc08-1239.
- Huang, H.T. (2008). „Early Uses of Soybean in Chinese History”. https://books.google.com/books?id=tW6fjds6YwkC&q=9789971694135 The World of Soy]. University of Illinois Press. ISBN 978-0-252-03341-4. Спољашња веза у |title= (помоћ)
- Langworthy, C.F. (7 July 1897), "Soy Beans as Food for Man", USDA Farmers' Bulletin, pp. 20–23.
- Ma, L.; Li, B.; Han, F.; Yan, S.; Wang, L.; Sun, J. (2015). „Evaluation of the chemical quality traits of soybean seeds, as related to sensory attributes of soymilk”. Food Chemistry. 173: 694—701. PMID 25466078. doi:10.1016/j.foodchem.2014.10.096..
- Shi, Xiaodi; Li, Jingyan; Wang, Shuming; Zhang, Lei; Qiu, Lijuan; Han, Tianfu; Wang, Qianyu; Chang, Sam Kow-Ching; Guo, Shuntang (2015). „Flavor characteristic analysis of soymilk prepared by different soybean cultivars and establishment of evaluation method of soybean cultivars suitable for soymilk processing”. Food Chemistry. 185: 422—429. PMID 25952888. doi:10.1016/j.foodchem.2015.04.011.,
- Atkinson, F. S.; Foster-Powell, K.; Brand-Miller, J. C. (2008). „International tables of glycemic index and glycemic load values: 2008”. Diabetes Care. 31 (12): 2281—2283. PMC 2584181 . PMID 18835944. doi:10.2337/dc08-1239..
- Langworthy, C.F. (7 July 1897), "Soy Beans as Food for Man", USDA Farmers' Bulletin, pp. 20–23.
- Ma, L.; Li, B.; Han, F.; Yan, S.; Wang, L.; Sun, J. (2015). „Evaluation of the chemical quality traits of soybean seeds, as related to sensory attributes of soymilk”. Food Chemistry. 173: 694—701. PMID 25466078. doi:10.1016/j.foodchem.2014.10.096..
- Shi, X.; Li, J.; Wang, S.; Zhang, L.; Qiu, L.; Han, T.; Wang, Q.; Chang, S. K.; Guo, S. (2015). „Flavor characteristic analysis of soymilk prepared by different soybean cultivars and establishment of evaluation method of soybean cultivars suitable for soymilk processing”. Food Chemistry. 185: 422—429. PMID 25952888. doi:10.1016/j.foodchem.2015.04.011..
- Shurtleff, William and Aoyagi, Akiko. (2004), "Dr John Harvey Kellogg and Battle Creek Foods: Work with Soy", History of Soybeans and Soyfoods, 1100 BC to the 1980s, Lafayette: Soyinfo Center.
- Shurtleff, William and Aoyagi, Akiko (2009). History of Miso, Soybean Jiang (China), Jang (Korea), and Tauco/Taotjo (Indonesia), 200 BC–2009 (PDF). Lafayette: Soyinfo Center. ISBN 9781928914228., .
- Shurtleff, William and Aoyagi, Akiko. (2013), History of Soymilk and Other Non-Dairy Milks, 1226 to 2013 (PDF), Lafayette: Soyinfo Center.